# ロス・エドグレイ
ロス・エドグレイ(英語: Ross Edgley、1985年10月13日 - )は、イギリスのエクストリームスポーツ選手、遠泳選手、作家。エドグレイは多数の世界記録を保持しているが、最もよく知られているのは2018年に世界最長距離の段階的な遠泳を完遂したことである。この際、エドグレイは、グレートブリテン島の周りを泳いで一周した歴史上初めての人物になり、2884キロメートルを泳ぐのに157日間かかった。世界オープンウォータースイミング連盟により「今年の演技」に選ばれた際、エドグレイは自身の訓練、栄養補給、理論、戦略について書き留め、それらを2冊の本として出版した。それらは2018年に出版されたThe World's Fittest Bookと2020年に出版されたThe Art of Resilienceであり、どちらも『サンデー・タイムズ』のベストセラーで1位となり、複数の異なる言語に翻訳された。

## 生い立ち
エドグレイはイギリス・イングランド地方のリンカンシャー州グランサムで、スポーツ選手の家系に生まれた。エドグレイの父はテニスの指導者で、エドグレイの母は短距離走選手、エドグレイの祖父母はマラソン選手で、軍人でもあった。エドグレイはグランサムにあるグランサム王立学校で教育を受けた。この学校はアイザック・ニュートンが1655年から1660年まで在学していた学校としても知られている。その後エドグレイはラフバラー大学のスポーツ科学学部を卒業した。ラブハラー大学スポーツ科学学部は国立スポーツ医学センター (NCSEM)を通じて、エドグレイが陸上でのエクストリームスポーツに取り組むのを支援した。国立スポーツ医学センターは2012年ロンドンオリンピックの遺産としての計画で、スポーツ、運動、その他の肉体的な活動についての教育、調査、医療サービスを行っている。エドグレイは2019年、ビショップ・グロースツト大学(BGU)から名誉博士号を取得した。これは、エドグレイの精神的および肉体的な回復力についての研究と、冒険の科学と心理学の主導的な専門家としての世界中での指導とが認められたものである。また、水球選手として国際大会に出場したこともある。

## エクストリームスポーツの成果

### 世界最強のマラソン(2016年)
2016年1月22日の真夜中に、エドグレイはノーサンプトンシャー州にあるシルバーストン・サーキットを周回する42.195キロメートルのマラソンに、質量1400キログラムの自動車を引きながら出発した。エドグレイは19時間36分43秒かけてこのマラソンを完走した。この挑戦は「世界最強のマラソン」と銘打たれた。この挑戦に向けた訓練として、エドグレイは1日に6000キロカロリーを超えるエネルギーを摂取する特別な食生活を続け、さらにトレーニング中には、すでに軽自動車を引きながら26キロメートルを走ることに成功していた。エドグレイがこのマラソンに挑戦した目的は、癌をもち、運動をするのに支援が必要な子供がスポーツを通じて連帯するための組織であるティーンエイジ・キャンサー・トラストに金銭を寄付することであった。

### 世界最長の縄登り(2016)
2016年4月22日の9時、エドグレイはサセックス州アッシュダウン・フォレストにあるピッピングフォード公園で、「世界最長の縄登り」への挑戦を開始した。この挑戦では、エドグレイは長さ20メートルの縄を昇り降りし、登った長さの合計がちょうどエヴェレスト山の標高に相当する8848メートルに達するまで続けた。エドグレイは19時間54分後にこの挑戦に成功し、かかった費用はティーンエイジ・キャンサー・トラストに寄付された。

### グレートブリテン島一周遠泳(2018)

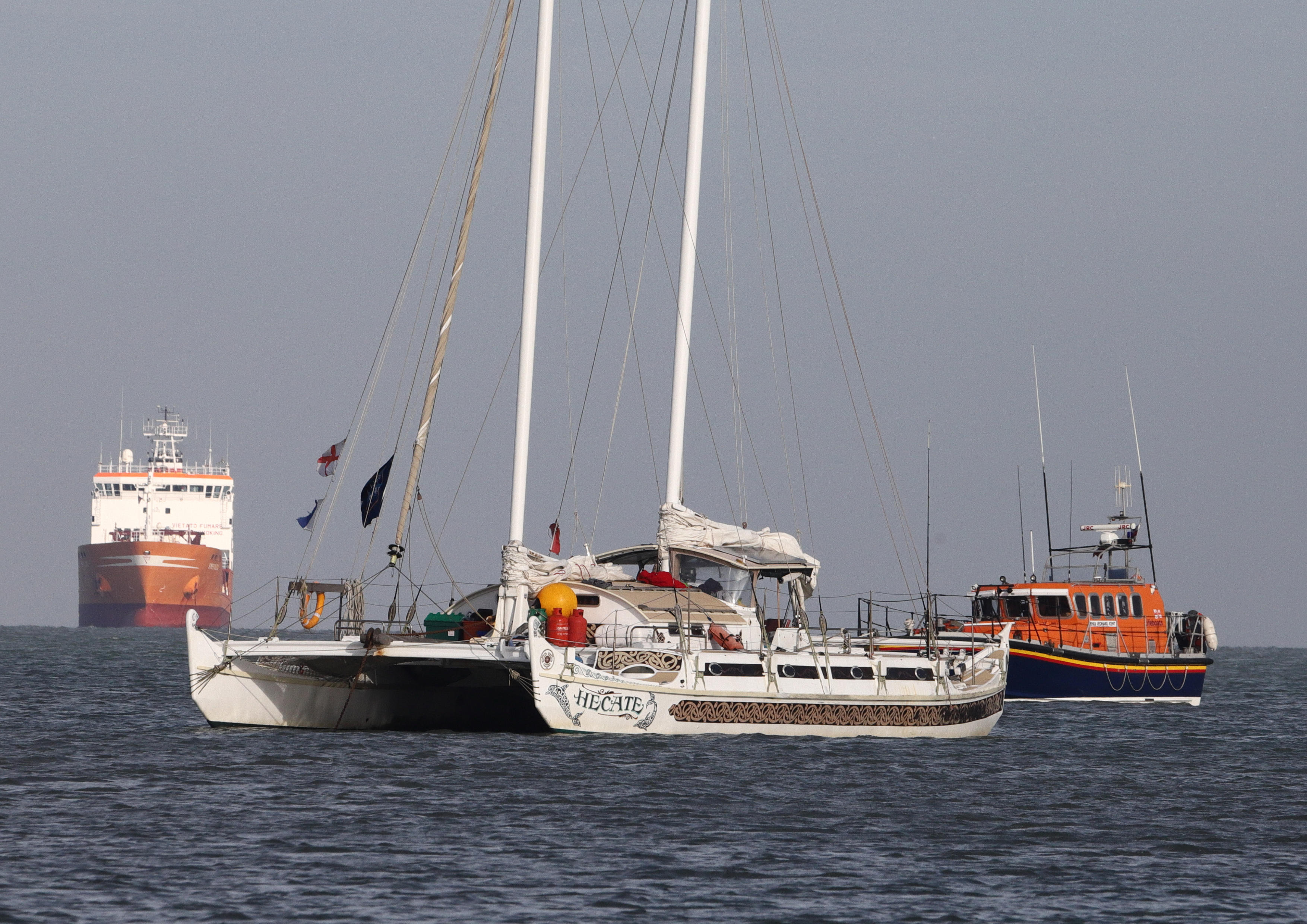
エドグレイの遠泳を支援した船、ヘカテー号

2018年の6月から11月までの間で、エドグレイは157日間、2884キロメートルに及ぶグレートブリテン島一周遠泳を完遂した。潮流とエドグレイの健康状態を監視した専門家集団の乗った全長16メートルの支援船、ヘカテー号の支援を受け、エドグレイは典型的には、6時間泳いだ後に6時間休み、そして再び6時間泳ぐ、というようにして泳いだ。エドグレイは遠泳中、典型的には1日におよそ1万5000キロカロリーのエネルギーを摂取した。泳ぐ前には必ず、ピザ、パスタ、麺、シェパーズパイ、粥、ビスケット、天然ヨーグルト、ピーナッツバター、ココナッツオイル、バナナ、その他の果物や野菜を食べ、さらに緑のスムージーを一気に飲んでいた。10月中旬までに、エドグレイは554本のバナナを食べた。過酷な遠泳は、エドグレイの肉体に大きな負担をかけることとなり、エドグレイの舌は海水に含まれる塩分の浸食効果によって分解され、ウェットスーツの摩擦の効果によりエドグレイの首はサイの首のような形に変形した。さらにエドグレイの両足の土踏まずは完全に失われ、深い紫色や黄色に変色した。チームはエドグレイをスドクレム、ヴァセリン、漆喰、ゴミ袋、ダクトテープを用いて治療した。

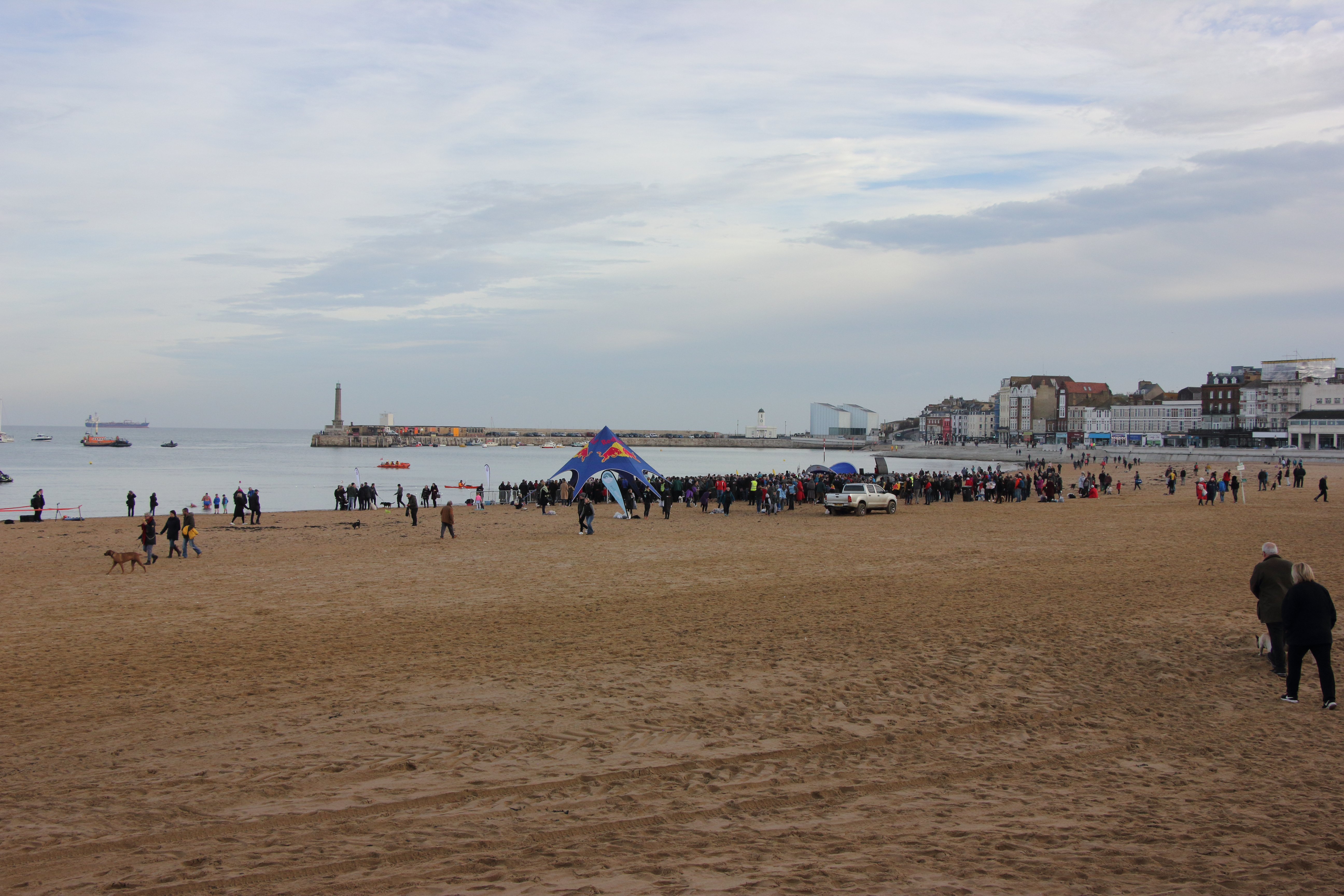
2018年11月4日、グレートブリテン島一周を達成するエドグレイを見るために集まった人々

エドグレイの遠泳の模様は毎週、レッドブルテレビのよるインターネット上での企画「ロス・エドグレイのグレートブリテン島水泳」によって記録された。2018年11月4日9時頃にエドグレイはケント州マーゲイトでグレートブリテン島一周を達成し、6月1日の出発後初めて上陸した。その後、世界オープンウォータースイミング同盟は、この遠泳を2018年の世界の遠泳として認定することを発表し、この遠泳は公式に「世界最長の段階的な海での遠泳」として認定された。エドグレイはこの遠泳により、他にもいくつかの記録を破った。エドグレイはイギリス海峡の東端に位置するドーヴァーから西端に位置するランズ・エンドまでの563キロメートル以上を30日間で泳ぎ、この距離を泳いだ最初の、そして最速の人となった。そしてエドグレイはランズ・エンドからグレートブリテン島最北端のジョン・オ・グローツまでの1400キロメートルを62日間で泳ぎ、これも史上最速の記録となった。エドグレイは自身の歴史的な遠泳について、「私の願いは、人々がグレートブリテン島一周遠泳を、心身の不屈の成し遂げた偉業の例もしくは実験として思い出してくれることだ」と述べた。

### その他の功績
エドグレイは他にも、50キログラムのリュックサックを背負いながら1か月間で裸足で1600キロメートルを走ったり、オリンピックのトライアスロン競技と同じ距離のトライアスロンを50キログラムの木を背負いながら行ったり、50キログラムの木を背負いながらカリブ海を100キロメートル以上泳いだり、30日間で30回マラソンを完走したりするなどの功績を残している。さらに、2018年にはイギリス海兵隊立コマンド訓練センターにおいて、48時間不眠不休で泳ぎ続ける記録を達成している。

## The World's Fittest Book（2018年）
2018年5月、エドグレイはThe World's Fittest Bookという書籍を出版した。本書は、オリンピック金メダリスト、世界記録保持者、表彰を受けた軍人の教え方、コツ、トリックと、エドグレイ自身が世界中の広い範囲を旅行して得た知識を統合して書かれている。調査・執筆には10年を超える年月がかかった。エドグレイは100を超える国を訪問し、広範囲に及ぶ現象を記録した。その中には例えば、氷点近い冷たさの滝で瞑想する日本の山伏と呼ばれる僧や、ナミビアの大自然でのウルトラマラソンなどがあった。本書は『サンデー・タイムス』のベストセラーに選ばれ、食物、脂肪の喪失、強さ、速さ、そして体力といった主題についての包括的な書籍として評価されている。

## The Art of Resilience（2020年）
2020年5月には、エドグレイは2冊目の著書として、The Art of Resilienceを出版し、これも『サンデー・タイムス』で第1位のベストセラーに選ばれた。本書は精神的な強さ、禁欲、壊れにくい肉体を作るための物理的なトレーニングについて、自身が157日間、2884キロメートルにわたるグレートブリテン島一周遠泳をどのようにして達成したかの詳細に触れながら述べている。エドグレイは本書で自身の経験とその他の忍耐の功績を参照しながら、極限スポーツ選手や、軍事・フィットネスの専門家、心理学者の演技を学び、逆境を乗り越えるための回復力、永続性、勇気、規律ある心持ちの概念を探索し、不屈の精神の秘密を解き明かしている。エドグレイは本書を、われわれが人間の心身に何ができるかについてのパラダイム・シフトのきっかけを作るために書き、本書が人々にとって、たとえどんな挑戦に直面したとしても、逆境を乗り越えるために備えるべき、より強く、より弾力的で、究極的に良い体を作る助けになることを願った。

## 出版
- Edgley, Ross (2018). The World’s Fittest Book. Sphere. ISBN 978-0751572544